# 宍戸元続
宍戸 元続（ししど もとつぐ）は、戦国時代から江戸時代前期にかけての武将。毛利家の家臣。安芸宍戸家第14代当主。安芸五龍城主。宍戸元秀の嫡男、宍戸隆家の孫。広匡、就俊、元高らの父。主君の毛利輝元は父方では従伯父、母方では従兄に当たる。なお、当時の文書において苗字の「宍戸」は、「完戸」または「鹿戸」（読みはいずれも「ししど」）と表記されている。

## 生涯
永禄6年（1563年）、毛利氏家臣・宍戸元秀の子として生まれる。
天正6年（1578年）の上月城の戦いにおいて宍戸軍を率いて初陣を果たした。
文禄2年（1593年）2月5日に祖父の宍戸隆家が死去したため、廃嫡された父・元秀に代わって家督を相続。文禄4年（1595年）には豊臣秀吉により豊臣姓を下賜された。
慶長2年（1597年）から始まる慶長の役では毛利軍として朝鮮に渡海。同年9月の稷山の戦いで毛利軍の先鋒を務め、蔚山城の築城に携わった。同年12月22日から慶長3年（1598年）1月4日にかけて行われた第一次蔚山城の戦いでは加藤清正らと共に食料不足の中での籠城戦を戦い抜き、毛利秀元や吉川広家らの来援を得て明軍に勝利した。この時に元続も武功を挙げ、第一次蔚山城の戦いで功のあった毛利氏家臣を賞した慶長3年（1598年）1月25日付の豊臣秀吉の朱印状において元続の名（宍戸備前守）が筆頭に記されている。
慶長5年（1600年）、石田三成率いる西軍陣営と徳川家康率いる東軍陣営の対立が激化し、ついには家康の会津征伐を契機に合戦となる。元続は主君の毛利輝元が西軍の総大将に祭り上げられることに不安を覚え、吉川広家・福原広俊・益田元祥・熊谷元直らと談合、反対するも聞き入れられず、止む無く西軍として軍勢を率いることとなる。元続は毛利氏支配下の備中国内において最大の知行高を持っており、備中国哲多郡内で最大の所領を持つ石蟹孫兵衛としばしば贈答のやりとりを行っている等、備中国とのつながりがあったことから備中国や備後国の軍勢を率い、石蟹孫兵衛、赤木忠重、赤木元重、冷泉元珍、和智元盛、杉原与七郎等が元続の組に加わった。関ヶ原前哨戦の伊勢安濃津城の戦いにおいて、広家・秀元らと共に勇戦し、東軍の分部光嘉と一騎討ちを行い双方負傷するも安濃津城を開城させることに成功する。
しかし肝心の関ヶ原の戦いでは不戦敗となり、毛利氏は周防・長門2か国に減封、元続も父祖伝来の地である五龍城を去り、萩に移住することとなった。後に一門家老の筆頭となり、周防国佐波郡右田に11,000石を与えられる。
慶長10年（1605年）12月14日、同年の五郎太石事件の後に毛利氏家臣団や有力寺社の総勢820名が連署して毛利氏への忠誠や様々な取り決めを記した連署起請文において、最後の820番目に「完戸備前守」と署名している。
大坂の陣では輝元・秀元らと相談の上で、弟の内藤元盛に「佐野道可」の変名を名乗らせて密かに大坂城に送り込んだ。戦後にこれが発覚すると、その処理に奔走した。元和元年（1615年）に嫡男の広匡に家督を譲って隠居した。
寛永8年（1631年）7月25日に長門国萩において死去。享年69。元続の遺体は宍戸氏の給地である周防国佐波郡下徳地の龍福山宗円寺にて荼毘に付され、周防国佐波郡牟礼の阿弥陀寺に葬られた。
寛永2年（1625年）に孫の宍戸就尚が毛利元倶と右田と熊毛郡三丘を交換し、宍戸家は一門三丘宍戸家として続いた。

## 系譜
- 父：宍戸元秀（1547-1597）
- 母：内藤興盛の娘（?-1616） - 元和2年10月16日（1616年11月24日）没[1]。法名は「貴山妙遵」[1]。
- 正室：内藤元種の娘（?-?） - 毛利輝元養女として羽柴秀勝(織田信長の子・羽柴秀吉養子)の正室となった後に元続に嫁ぎ、長女が生まれたが、離縁[1]。宍戸氏の系図では織田信長の娘と記されている[1]。
  - 長女：単誉栄心（?-1626） - 右田毛利家の毛利元倶の正室[2]。寛永3年6月25日（1626年8月16日）に死去[2]。法名は「智光院殿単誉栄心」[2]。墓所は周防国防府の徳性寺[2]。
- 継室：月峯妙桂（?-1637） - 口羽通良の娘[1]。寛永14年10月5日（1637年11月21日）没[1]。法名は「円明院殿月峯妙桂」[1]。墓所は周防国三丘の仙竜寺[1]。
  - 長男：宍戸広匡（?-1626）
  - 三男：宍戸元高（1607-1648）
- 側室：中村元定の娘（?-?）
  - 次男：宍戸就俊（1601-1671）
- 家女
  - 次女：天香曜智（?-1642） - 阿曽沼元理の正室[2]。寛永19年閏9月17日（1642年11月9日）没[2]。法名は「法林院殿天香曜智」[2]。墓所は萩の来迎山栄周院[2]。
  - 三女：月山光栄（?-1659） - 吉村九郎右衛門に嫁ぐ[2]。万治2年5月26日（1659年7月15日）没[2]。法名は「松樹院月山光栄」[2]。
  - 四女：仰誉妙信（?-1611） - 深瀬尚良に嫁ぐ[2]。慶長16年8月8日（1611年9月14日）没[2]。法名は「仰誉妙信」[2]。
  - 五女：妙察（?-1646） - 阿曽沼就貞に嫁ぐ[2]。正保3年9月29日（1646年11月6日）没[2]。法名は「正光院妙察」[2]。墓所は萩の萩慈山蓮花寺[2]。
  - 六女：月心貞円（?-1685） - 島田正重に嫁ぐ[2]。貞享2年5月24日（1685年6月25日）没[2]。法名「空性院殿月心貞円」[2]。
  - 七女：妙教（?-1648） - 右田毛利家の毛利元倶の養女として、馬来元昌に嫁ぐ[2]。慶安元年7月27日（1648年9月14日）没[2]。法名は「大乗院妙教」[2]。
- 母不明の子女
  - 四男?：幻玉童子（?-?） - 夭折。幼名や没年月は不明。命日は4日。法名は「幻玉童子」[2]。
  - 五女?：心勝童子（?-?） - 夭折。幼名や没年月は不明。命日は7日。法名は「心勝童子」[2]。
  - 八女?：西月大姉（?-?） - 年不詳5月18日没。法名は「西月大姉」[2]。